# أفلا اغير
أفلا اغير هي قرية أمازيغية مغربية وجماعة قروية وسط غربي المغرب. تنتمي أفلا اغير لإقليم تيزنيت على الساحل الأطلسي. تضم هذه الجماعة القروية 4.205 نسمة (إحصاء 2004).

## دواوير الجماعة
ن يسي ـ  أيت عبد القادر ـ أكرض إملالن ـ كدورت ـ أفيلال ـ أيت منصور ـ تواضو ـ تازونت ـ تمدكلشت ـ إميي وزال ـ إكنان ـ فيغيل ـ  أيت بنوح  ـ تلات-تكموت-اداوتميم _ تيمقييت - أزغار